# S3 Graphics

Logo del fabricante estadounidense de GPU S3 Graphics.

S3 Graphics, Ltd es un fabricante estadounidense de procesadores gráficos (GPU) filial de la taiwanesa HTC y anteriormente de VIA Technologies
Fundada en 1989 fue muy popular a comienzos-mediados de los años 90 por sus chipes gráficos aceleradores 2D, especialmente la serie S3 Trio (Trio 32 y después Trio 64) lanzada en 1992.
Pero con la llegada de las 3D sus chips no fueron tan competitivos. Los primeros aceleradores 3D de S3, serie Virge (1995-1997) no tenía grandes prestaciones por lo que sus detractores le llamaban "decelerador 3D".
La serie sucesora,Savage (1998-2000), tampoco pudo competir con 3dfx Voodoo, ATI o nvidia, a pesar de tener algunas novedades interesantes como la compresión de texturas (sistema S3TC) Los primeros modelos de la serie(Savage 3D y Savage 4) no incluían Transform and Lighting y el posterior (Savage 2000, presentado a finales de 1999) tenía graves bugs en la implementación de T&L y sus prestaciones eran superadas por la nvidia Geforce DDR.
En 1999 se fusionó con Diamond Multimedia formando SonicBlue. En 2001 SonicBlue vendió el departamento de GPUs a VIA (inicialmente una joint-venture). SonicBlue quebró en 2003.
VIA se centró en la utilización de derivados de la serie Savage integrados en chipsets de placa base, con los modelos ProSavage (híbrido de Savage4 y Savage 2000)
VIA comercializa desde 2004 la serie S3 Chrome integrada en sus chipsets para placa base (GPUs modelos Unichrome, Unichrome Pro y Chrome 9) así como chips para tarjeta gráfica no integrada en placa base (series GammaChrome, DeltaChrome, Chrome s20, Chrome 400 y Chrome 500).
En julio de 2011 S3Graphics dejó de ser filial de VIA para pasar a serlo de HTC.